# سآخذك هناك (رواية)
سآخذك هناك (بالإنجليزية: I'll Take You There)‏ هي رواية للكاتبة الأمريكية جويس كارول أوتس، نشرت عام 2002، عن دار نشر إيكو بريس.